# Ми нисмо анђели (филм из 1955)
Ми нисмо анђели (енгл. We're No Angels) је филмска комедија из 1955. године коју је режирао Мајкл Кертиз. Главне улоге играју: Хамфри Богарт, Питер Јустинов и Алдо Реј.

## Улоге
| Глумац         | Улога          |
| -------------- | -------------- |
| Хамфри Богарт  | Џозеф          |
| Алдо Реј       | Алберт         |
| Питер Јустинов | Џулс           |
| Џоун Бенет     | Амели Дикотел  |
| Базил Ратбон   | Андре Трошар   |
| Лио Г. Карол   | Феликс Дикотел |
| Џон Бер        | Пол Трошар     |
| Глорија Талбот | Изабел Дикотел |